# Rosalva Aída Hernández Castillo
Rosalva Aída Hernández Castillo (Ensenada, Baja California, Grecia,Sofía y azul nacidas en Grecia ) es una antropóloga mexicana, distinguida con el premio LASA/Oxfam Martin Diskin Memorial Award y reconocida por su trabajo por la defensa de los derechos de las mujeres y los pueblos indígenas en América Latina.

## Carrera académica
Hernández Castillo se tituló como licenciada en antropología social por la Escuela Nacional de Antropología e Historia. En 1988 defendió su tesis, Mecanismos de reproducción social y cultura de los indígenas Kanjobales refugiados en Chiapas, y su director fue José Ovidio Alejos García. En 1996 obtuvo el grado de Doctora en Antropología por el Departamento de Antropología de la Universidad de Stanford. Su disertación, Histories and stories from the "other border" identity, power and religion among the Mam peasants from Chiapas, Mexico (1933-1994), fue dirigida por Renato I. Rosaldo.
Es profesora-investigadora del Centro de Investigaciones y Estudios Superiores en Antropología Social desde 1988. Ha vivido y realizado investigación de campo en comunidades indígenas mexicanas en los estados de Chiapas, Guerrero y Morelos, con refugiados guatemaltecos en la frontera sur, así como con migrantes norteafricanos en España.
Es parte del Grupo de Investigación en Antropología Social y Forense (GIASF) con el tema de fosas clandestinas y desaparición forzada en México y nivel III en el Sistema Nacional de Investigadores.
En el 2013 obtuvo la Cátedra Simón Bolívar otorgada por el Centro de Estudios Latinoamericanos de la Universidad de Cambridge en el Reino Unido. En el 2016 obtuvo la Cátedra Tinker otorgada por la Universidad de Texas en Austin.

## Distinciones
Durante el 2003 recibió el premio LASA/Oxfam Martin Diskin Memorial Award compartido con el Dr. Rodolfo Stavenhagen, por sus aportes a la investigación socialmente comprometida.

## Publicaciones

### Libros
- Hernández Castillo, Rosalva Aída; Hutchings, Suzi; Noble, Brian, eds. (2021). Diálogos transcontinentales: alianzas activistas con los pueblos indígenas de Canadá, México y Australia. Oaxaca, México: Pochote Press. ISBN 978-607-99368-0-8. Wikidata Q118168136.
- Hernández Castillo, Rosalva Aída; Hutchings, Suzi; Noble, Brian, eds. (2019). Transcontinental Dialogues. Activist Alliances with Indigenous Peoples of Canada, Mexico, and Australia. Tucson: The University of Arizona Press. ISBN 978-0-8165-3857-7. Wikidata Q118168138.
- Hernández Castillo, Rosalva Aída, ed. (2017). Resistencias penitenciarias. Investigación activista en espacios de reclusión. México: Juan Pablos Editor. ISBN 978-607-711-413-0. Wikidata Q118250554.
- Hernández Castillo, Rosalva Aída (2016). Multiple InJustices. Indigenous Women, Law, and Political Struggle in Latin America. Tucson: The University of Arizona Press. ISBN 978-0-8165-3249-0. Wikidata Q118242842.
- Hernández Castillo, Rosalva Aída, ed. (2015). Bajo la sombra del guamúchil. Historias de vida de mujeres indígenas y campesinas en prisión. México: Centro de Investigaciones y Estudios Superiores en Antropología Social y Grupo Internacional de Trabajo Sobre Asuntos Indígenas. ISBN 978-607-486-339-0. Wikidata Q118251812.

- 1989, Del Tzolkin a La Atalaya: Los Cambios en la Religiosidad en una Comunidad Chuj-Kanjobal de Chiapas, Serie Religión y Sociedad en el Sureste de México, Vol. II, Cuadernos de la Casa Chata nº. 162 De. CIESAS/SEP. México, D.F. 968-496-1456
- 1990, Cuaderno de Asesoría para Refugiados Guatemaltecos Graciela Freyermuth  y Rosalva Aída Hernández CIESAS/Gobierno del Estado de Chiapas, Tuxtla Gutiérrez, Chiapas
- 1991, Los Refugiados Guatemaltecos y los Derechos Humanos. Graciela Freyermuth y Rosalva Aída Hernández (et. al.) Ediciones Especiales de la Casa Chata CIESAS/SEP México, D.F. (Antología)
- 1992, La Experiencia de Refugio en Chiapas Coautora José Luis Escalona,  Carlos Flores, Norma Nava y Rosalva Aída Hernández, AMDH/UNRISD/CIESAS, Pp. 184. ISBN 968-6804-0005
- 1998, La Otra Palabra: Mujeres y Violencia en Chiapas. Antes y Después de Acteal, (coordinadora). CIESAS/COLEM/CIAM, Pp. 175. (Versión en español de The Other Word. Women and Violence in Chiapas), ISBN 968-496-348-3
- 2000, Los Mames: Éxodo y Renacimiento. Vaivén para Ser Historia, Coautora con Carlos Gutiérrez Alfonso. Monografía del INI. ISBN 970-18-5781-X
- 2001, La Otra Frontera. Identidades Múltiples en el Chiapas Poscolonial, México, CIESAS y Miguel Ángel Porrúa
- 2001, Histories and Stories from Chiapas. Border identities in Southern Mexico (autora única), University of Texas Press. pág.395  (versión en inglés de La Otra Frontera: Identidades Múltiples en el Chiapas Postcolonial) ISBN 0-292-73149-3
- 2001, The Other Word: Women and Violence in Chiapas (Editora) Dinamarca, IWGIA. Pp. 180. ISBN 87-90730-43-7
- 2002, Tierra, Libertad y Autonomía: Impactos Regionales del Zapatismo (Co-Editora con Jan Rus y Shannan Mattiacce), México, CIESAS-IWGIA
- 2003, Mayan Lives, Mayan Utopias. The Indigenous Peoples of Chiapas and the Zapatista Rebellion (coeditora con Jan Rus y Shannan Mattiace), Latin American Perspectives in the Classroom. Rowman & Littlefield. ISBN 07425-11472
- 2004, El Estado y los Indígenas en tiempos del PAN: Neoindigenismo, Legalidad e Identidad, Rosalva Aída Hernández, Sarela Paz y María Teresa Sierra (Editoras) CIESAS-Porrúa. ISBN 970-701-524-1
- Junto con Sarela Paz y María Teresa Sierra (coordinadoras), 2004, El estado y los indígenas en tiempos del PAN : neoindigenismo, legalidad e identidad, México, Miguel Ángel Porrúa
- 2006, Dissident Women: Gender and Cultural Politics in Chiapas, Shannon Speed, R. Aída Hernández y Lynn Stephen (editoras), University of Texas Press, Austin
- 2007, La Otra Palabra: Mujeres y Violencia en Chiapas. Antes y Después de Acteal. Rosalva Aída Hernández (coordinadora). 2.ª Edición, México, CIESAS/IWGIA, 2007. ISBN 978-968-496-651-2
- 2008, Historias a Dos Voces: Testimonios de Luchas y Resistencias de Mujeres Indígenas, R. Aída Hernández (coordinadora), Instituto Michoacano de la Mujer, México, 2008. ISBN en trámite
- 2008, Descolonizando el Feminismo: Teorías y Prácticas desde los Márgenes  Liliana Suárez y R. Aída Hernández (editoras), Colección Feminismos Ediciones Cátedra Universidad de Valencia, 2008. ISBN 978-84-376-2469-3
- 2008, Etnografías e historias de resistencia : mujeres indígenas, procesos organizativos y nuevas identidades políticas, México, CIESAS, UNAM-PUEG
- 2009, Procesos Contemporáneos de Conformación de Identidades Indígenas en la Frontera Sur de Chiapas, R. Aída Hernández, Comisión para el Desarrollo de los Pueblos indígenas, México  Archivado el 6 de abril de 2018 en Wayback Machine.
- 2012, Mareas Cautivas. Navegando las Letras de Mujeres en Prisión. Coautoría junto a Marina Ruiz, Elena de Hoyos, Leo Zabaleta, Marisol Hernández del Águila, Rosa Salazar, Editorial Astrolabio, Atlacholoaya, Morelos
- 2012, Género, Complementariedades y Exclusiones en Mesoamérica y los Andes Rosalva Aída Hernández Castillo y Canessa Andrew (editores), AbyaYala, IWGIA, Academia Británica de la Ciencia, Lima. ISBN 978-87-92786-11-1  (enlace roto disponible en Internet Archive; véase el historial, la primera versión y la última).
- 2013, Libertad anticipada. Intervención feminista de escritura e espacios penitenciarios. Colección Revelaciones Intramuros. Tomo III, Elena de Hoyos, Aída Hernández y Marina Ruiz (compiladoras y editoras), Colectiva Editorial Hermanas en la Sombra, Astrolabio y CONACULTA, México. ISBN 978-607-7964-10-0
- 2013, Bitácora del destierro. Narrativa de mujeres en prisión, Colección Revelaciones Intramuros. Tomo II, Elena de Hoyos, Aída Hernández y Marina Ruiz (compiladoras y editoras), Colectiva Editorial Hermanas en la Sombra, Astrolabio y CONACULTA, México. ISBN 978-607-7964-10-0
- 2013, Divinas Ausentes. Antología poética de mujeres en reclusión. Colección Revelaciones Intramuros. Tomo I, Elena de Hoyos, Aída Hernández y Marina Ruiz (compiladoras y editoras), Colectiva Editorial Hermanas en la Sombra, Astrolabio y CONACULTA, México. ISBN 978-607-7964-10-0
- 2013, Justicias Indígenas y Estado. Violencias Contemporáneas, Teresa Sierra, R. Aída Hernández y Rachel Sieder (editoras). FLACSO- CIESAS, México. ISBN 978-607-9275-10-5
- 2013, Sur Profundo. Identidades Indígenas en la Frontera México-Guatemala, R. Aída Hernández, CIESAS/CDI, México. ISBN 978-607-486-198-3

### Multimedia
- 2010, Bajo la Sombra del Guamúchil, R. Aída Hernández y Meztli Y. Rodríguez Aguilera (Coautoras), Video-Documental, (39 min.) Edición CIESAS-Patronato Morelos, México

- 2012, Peritaje Antropológico presentado ante la Corte Interamericana para un caso de violación sexual por militares “Inés Fernández Ortega vs México”

- 2015, Documental Semillas de Guamuchil. Ahora en Libertad<ref>"Documental Nominado al Ariel: “Semillas de Guamuchil: Ahora en Libertad” (Vídeo hasta el 7 de julio)". Blog del Colegio de Etnólogos y Antropólogos Sociales, A.C. (CEAS).
- 2015, Serie Radiofónica: Cantos desde el Guamúchil. Producción: La Colectiva Editorial Hermanas en la Sombra